# Cordón litoral

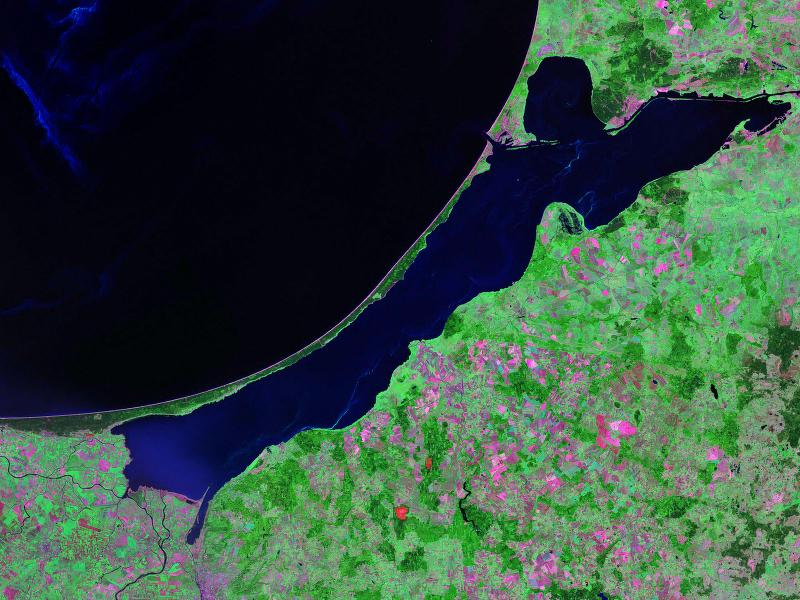
Imagen de satélite del cordón litoral y de la laguna del Vístula, frontera entre Polonia (al sur) y Rusia (al norte).

En geología, se denomina cordón litoral o restinga a la forma costera que se debe a la acción combinada de transporte de materiales por los grandes ríos y las corrientes de deriva litoral, originando depósitos que sustituyen a los contornos de la costa bajo la forma de un dique o series de diques que presentan un contorno medio entre los límites primitivos de la costa, y que siempre se dirigen en la misma dirección de las corrientes respectivas.

## Características
El cordón es una de las partes de lo que en conjunto se denomina en geología aparato y el contorno del mismo es generalmente muy simple, excepto en el caso de que el mar presente mareas muy vivas, pues entonces resulta un cordón que corresponde a las pleamares ordinarias y otro que resulta del trabajo de las mareas astronómicas y/o tempestuosas. El primero de los citados contornos, en caso de ser dobles, presenta en la cara superior de la terraza un plano inclinado hacia la tierra firme. Si la cresta del cordón litoral está más alta que el nivel de las pleamares ordinarias, la base del mismo sobre todo cuando está formada por cantos rodados está situado a un nivel intermedio entre aquellas y las bajamares y resulta que este cordón separa del mar una parte de la antigua playa, impidiendo el acceso de las aguas a partes bañadas por ellas antes.
Se realiza una verdadera conquista de los dominios del mar por los cordones litorales por ser éste producido por el juego de las pleamares más altas y del oleaje más violento, lo que origina que el cordón tenga para los demás efectos una verdadera estabilidad. Si la marea llega todos los días al pie del cordón, tan solo en ocasiones excepcionales puede alcanzar al resto del mismo, pues creado éste, por ejemplo, por el trabajo de una marea viva equinoccial, será lo suficientemente alto para no ser destruido más que parcialmente por todas las mareas siguientes pero que de todos modos no destruirán el equilibrio total del cordón. Al cabo de cierto tiempo, las arenas y los cantos amontonados por el trabajo de las aguas a lo largo de las costas pueden considerarse, si no como una modificación permanente del relieve terrestre, sí como elemento móvil de la superficie del mismo.
Cuando se desarrolla una barrera más o menos cerrada en frente de una bahía, se está en presencia de un cordón litoral o restinga. Dicho cordón se origina –por lo general– de una flecha litoral, pero también de un bajío de arena. En el interior de los cordones litorales se forman lagunas costeras y su conexión con el mar la constituye, normalmente, una salida estrecha, a través de la cual desembocan los ríos, salida forzada que se presenta del lado de la laguna costera opuesta a la dirección de la corriente. 
Un tómbolo se forma cuando una isla se une con la tierra firme por medio de un banco o acumulación de arena.